# دلم برات تنگ شده (ترانه وست‌لایف)
"دلم برات تنگ شده"(به انگلیسی: I Miss You)، چهارمین ترانه منتشرشده از باس‌هانتر و از آلبوم اکنون تو رفته‌ای - آلبوم است. این آهنگ از آهنگ دلم برات تنگ شده از وست‌لایف(منتشره در ۱۹۹۹) گرفته شده‌است.
کلیپ تصویری آن در ۵ نوامبر ۲۰۰۸ توسط شرکت سازنده یعنی هاردتوبیت بر روی یوتیوب قرار گرفت و این کلیپ تم کریسمس دارد.